# Momias 317a y 317b

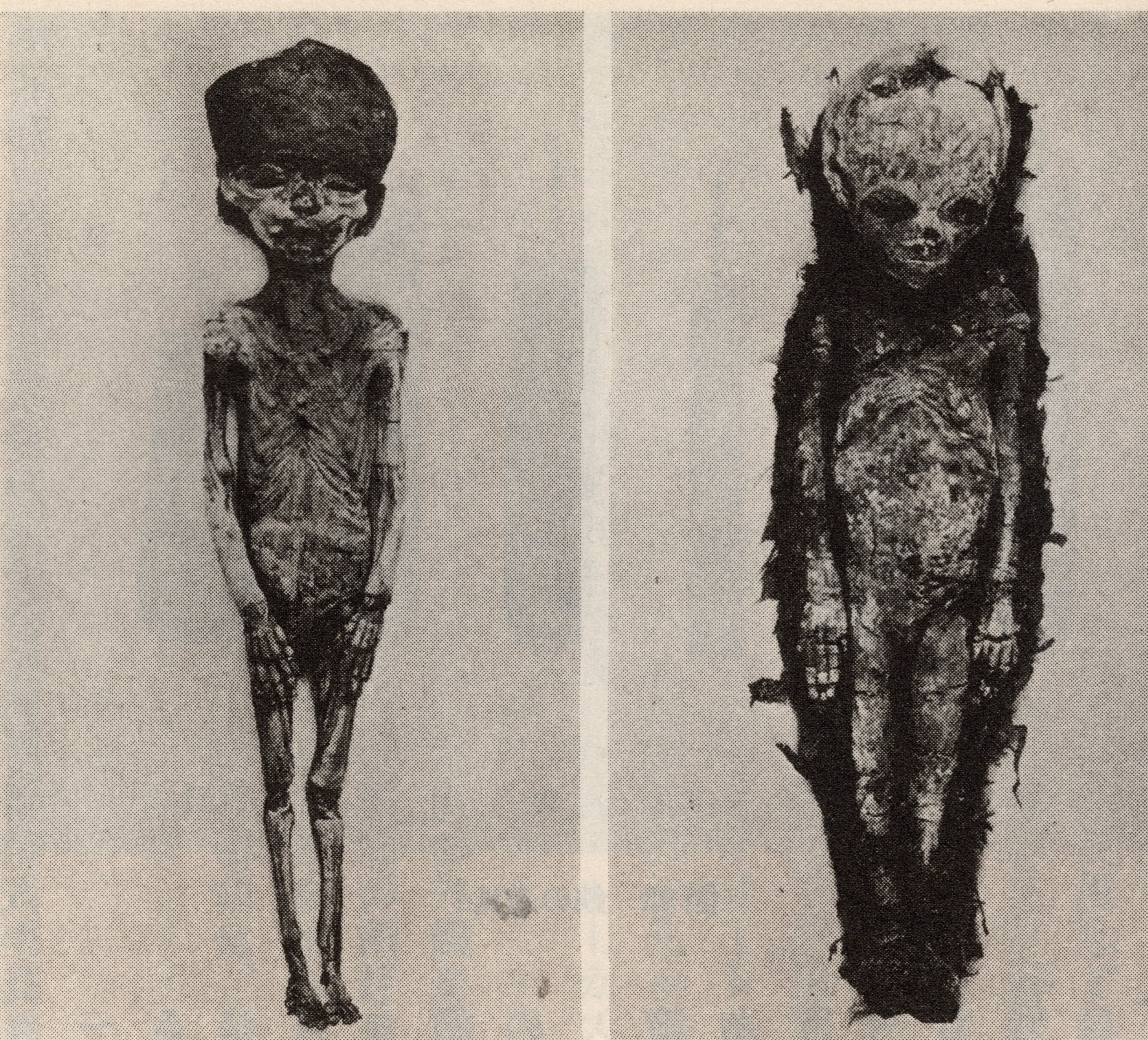
Las hijas de Tutankamón y la reina Anjesenamón, momias 317a y 317b.

Momias 317a y 317b son los cuerpos de las hijas del faraón de la XVIII dinastía Tutankamón; su madre probablemente fue su Gran esposa real Anjesenamón, que ha sido identificada tentativamente como la momia KV21A. Fueron enterradas en la tumba de su padre, que fue descubierta por Howard Carter y George Herbert de Carnarvon en 1922. La momia referida como 317a es de una niña nacida prematuramente a los cinco o seis meses de gestación, y la momia 317b es de una mortinata nacida a término.

## Descubrimiento y descripción
Las momias fueron encontradas en una caja de madera sencilla en la esquina noreste del Tesoro. La tapa había sido retirada en la antigüedad por los ladrones de tumbas. Los pequeños sarcófagos momiformes estaban uno al lado del otro. Los cierres de los pies del ataúd de 317b habían sido retirados para que cupiera en la caja. Ambas momias estaban contenidas dentro de dos ataúdes de madera: el ataúd exterior estaba cubierto de resina negra, con bandas doradas que nombran al difunto solo como 'el Osiris'; los ataúdes interiores estaban cubiertos con láminas de oro. Bandas de lino con sellos de arcilla del chacal con los nueve cautivos maniatados sellaban los ataúdes exteriores. La tapa del ataúd exterior estaba unida a la base por ocho espigas.

### 317a
Carter desvendó esta momia en 1925. La cabeza estaba cubierta por una máscara funeraria dorada demasiado grande. Las envolturas de lino fueron aseguradas con cinco bandas transversales y dos bandas longitudinales triples delante, detrás, y a los lados. Las vendas tenían 1,5 centímetros de grosor, con almohadillas sobre el pecho, piernas, y pies. Durante la autopsia de Douglas Derry en 1932, se encontró que la momia medía 25,75 centímetros de largo. Se observó que la piel estaba muy quebradiza y de color gris pero en general se encontraba en buen estado. Derry concluyó que la momia era probablemente femenina y correspondiente a un feto de cinco meses de gestación. No se encontró ninguna señal de la incisión abdominal. Las manos estaban colocadas sobre los muslos. La momia carecía de cejas y pestañas, presumiblemente debido a su temprana edad gestacional, pero había un ligero lanugo presente en la cabeza. Los párpados estaban ligeramente abiertos. Los restos del cordón umbilical estaban preservados a una longitud de 21 milímetros.
En la tomografía axial computarizada realizada como parte del 'Proyecto Momia Egipcia' en julio de 2008, se observó que ahora la momia estaba en una condición muy pobre, lo que significó que no se pudo determinar el género. Una edad gestacional de 24,7 semanas (5-6 meses) fue inferida de la longitud del húmero. El cráneo estaba relleno de material denso, que podía ser el cerebro o material de embalsamamiento. El torso también estaba relleno de material denso que resultaron ser varios paquetes de lino utilizados en el embalsamamiento para rellenar. No se encontró ninguna deformidad ni se pudo determinar la causa de muerte.

### 317b
Esta momia carecía de máscara, aunque su máscara prevista probablemente fuera la que se encontró anteriormente en el escondrijo de embalsamamiento de Tutankamón, la KV54. La longitud del cuerpo era de 36,1 centímetros. Estaba envuelta de manera muy similar a la momia más pequeña - dos bandas longitudinales triples y cuatro bandas transversales alrededor de la cabeza, cuello, abdomen, y tobillos - sobre una mortaja. Bajo esta, había varias capas de almohadillas y vendajes en los pies, piernas, abdomen, y pecho para proporcionar forma. Se observó que estaba peor conservada que la momia más pequeña. Se anotó que era femenina y se estimó que tendría siete meses de gestación. La piel era del mismo color gris y condición quebradiza que la momia más joven. El cabello fino permanecía en la parte posterior de la cabeza, y las pestañas y las cejas estaban presentes. Los ojos estaban abiertos, y los globos oculares secos en el fondo de las cuencas. Las manos estaban junto a los muslos. El interior del cráneo fue examinado a través de la fontanela y se encontró que estaba relleno de lino que había sido insertado a través del agujero derecho de la nariz. El cordón umbilical no fue preservado pero el ombligo no se retrajo indicando que el cordón umbilical había sido cortado en lugar de secar naturalmente. Una incisión de 18 milímetros cerca de la ingle había sido sellada con resina. La cavidad del cuerpo había sido rellenada con lino.
La momia fue de nuevo examinada en 1978 utilizando radiografías y se descubrió que había sufrido daños desde su hallazgo, con el cráneo aplastado, y las costillas rotas. La edad ahora se estimó en treinta cinco semanas de gestación, a término, y se le diagnosticó deformidad de Sprengel, espina bífida, y escoliosis. El análisis serologico determinó que esta momia tenía grupo sanguíneo O. Un examen posterior de las radiografías sugirió que la niña podría tener 31 semanas de gestación basándose en el grado de osificación.
También se ha llegado a sugerir que se trataba de gemelas que habían sufrido el Síndrome de transfusión fetofetal que resultó en una hermana grande para su edad gestacional y otra mucho más pequeña. No se ha probado o refutado de manera concluyente que este fuera el caso pero la posibilidad se considera remota.
Una tomografía computerizada de esta momia en julio de 2008 como parte del 'Proyecto Momia Egipcia' también se efectuó. Se observó que ahora estaba mejor preservada que 317a y así pudo ser examinada más exhaustivamente. Se confirmó que la momia era femenina. La edad de muerte fue estimada en 36,78 semanas. El diagnóstico de deformidad de Sprengel fue rechazado. La columna vertebral se encontraba en pobre condición y fracturada post mortem con varios fragmentos desaparecidos; esto daba el aspecto de una espina deformada con defectos del tubo neuronal, pero ninguna anomalía fue encontrada. Es posible que el daño causado por la carencia de preservación en época moderna haya causado un daño espinal post mortem indistinguible de una espina bífida de nacimiento. La espina bífida, junto con otras afecciones del tubo neuronal, se puede heredar genéticamente, y Tutankamón tenía un caso de leve paladar hendido y un pie zambo, condiciones que pueden relacionarse con la espina bífida. La momia femenina denominada KV21A, posiblemente la madre de ambas niñas, también tenía ambos pies zambos. Un niño con espina bífida nacido en el antiguo Egipto podría haber sobrevivido al nacimiento pero no sobreviviría más allá de la primera infancia, debido a que ninguna cirugía estaba disponible. Esto puede explicar la supervivencia de esta criatura a término, seguida de su fallecimiento al poco. Las piernas fueron rellenadas con lino para dar una apariencia más realista, pero resultó en que el muslo izquierdo quedó más grande que el derecho.

## Parentesco
Los análisis de ADN realizados como parte del proyecto sobre la familia de Tutankamón y a pesar de que solo se obtuvieron resultados parciales, fueron suficientes para concluir que ambas momias eran hijas mortinatas de Tutankamón. Solo se pudo obtener un perfil de ADN parcial de la momia KV21A, pero  sugiere que era la madre de las dos niñas. Sin embargo, los resultados no fueron estadísticamente significativos para ser confirmados.